# Shaundra Daily
Shaundra Bryant Daily (* 29. Mai 1979 in Nashville) ist eine US-amerikanische Ingenieurin und Professorin, die für ihre Arbeit auf dem Gebiet des Human-Centered Computing und die Förderung der MINT-Fächer bekannt ist. Sie ist Professorin am Department of Electrical and Computer Engineering and Computer Science der Duke University.

## Studium
Daily erwarb einen Bachelor in Ingenieurwissenschaften von der Florida State University im Jahr 2001, einen Master von der Florida Agricultural and Mechanical University im Jahr 2003 sowie einen S.M. (2005) und einen Doktortitel (2010) vom Massachusetts Institute of Technology Media Lab. Am Media Lab arbeitete sie mit den Gruppen Affective Computing und Future of Learning zusammen.

## Karriere
Nach ihrem Abschluss am Media Lab wechselte Daily als Assistenzprofessorin an die School of Computing der Clemson University in die Abteilung Human-Centered Computing. Dort wurde sie zur außerordentlichen Professorin und zur stellvertretenden Abteilungsleiterin befördert.
Im Jahr 2012 war Daily an einem umstrittenen Projekt zur Messung der elektrodermalen Aktivität an Schülern mit Armbändern des Start-ups Affectiva beteiligt. Das Projekt wurde von der Bill and Melinda Gates Foundation finanziert und von Diane Ravitch von der New York University kritisiert.
Dailys Arbeit an der Clemson University konzentrierte sich auf die Verwendung von Tanz für den Programmierunterricht. Die Studenten nutzten die Blockprogrammierung, um Tänze in einer virtuellen Umgebung zu choreographieren. Ziel der Forschung war es, die Kluft zwischen den Geschlechtern in den Bereichen Informatik und Ingenieurwesen zu überbrücken.
Im Jahr 2015 wechselte sie als außerordentliche Professorin an den Department of Computing and Information Sciences der University of Florida, bevor sie an die Duke University wechselte, wo sie als außerordentliche Professorin im Department of Electrical and Computer Engineering tätig ist. Als Fakultätsdirektorin des Duke Technology Scholars Program und Fakultätsvertreterin im Exekutivkomitee der Pratt School of Engineering Diversity, Inclusion, Equity and Community Committee setzt sich Daily weiterhin für Gerechtigkeit im MINT-Bereich ein.
Die Leistungen von Daily wurden in Artikeln, Webserien und Podcasts dokumentiert. Die Medien haben darüber berichtet, dass sie Tanzchoreographie und eine virtuelle Umgebung miteinander verbindet, um Programmierung zu unterrichten. Die Washington Post berichtete über ihre Untersuchungen zur Fragen des Datenschutzes und des Vertrauens in Bezug auf affektives Computing im Klassenzimmer. Daily war neben Neil deGrasse Tyson und Mayim Bialik in der PBS-Webserie The Secret Life Of Scientists And Engineers zu sehen.

## Preise und Auszeichnungen
- 2020 Undergraduate Mentor of the Year, Duke University[23]
- 2015 Technology, Instruction, Cognition and Learning Early Career Research Award der American Educational Research Association[24]
- 2015 Delta Alpha Pi, Extraordinary Educator Award für herausragende Arbeit, die sich auf Studenten mit Behinderungen auswirkt.
- 2013 Most Promising Technologist Epsilon Award der Boston Planning & Development Agency (BPDA)[25]
- 2013 Diverse Issues and Higher Education, Emerging Scholar[26]